# منشأ الحركة

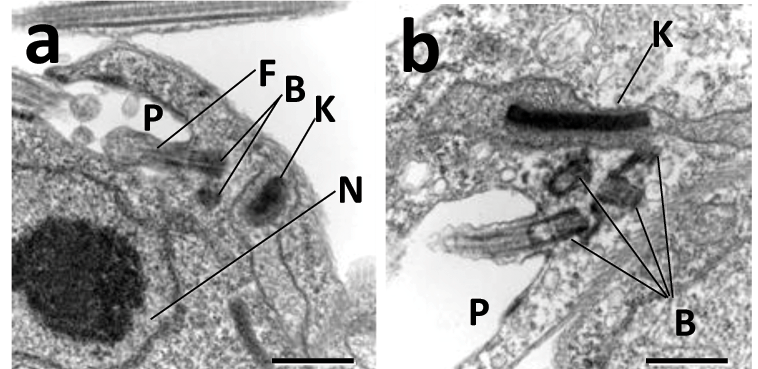
صورة بالمجهر الإلكتروني لمنشأ حركة طبيعي (K) في تريبانوسوما بروسية

منشأ الحركة (بالإنجليزية: kinetoplast)‏ كتلة من حمض نووي ريبوزي منقوص الأكسجين حلقي ضمن متقدرة ضخمة تحوي نسخاً متعددة من جينوم المتقدرة. لا يُصادف منشأ الحركة إلا عند الأوليات من صف ذوات منشأ الحركة. يتوضع منشأ الحركة عادةً بالقرب من الجسم القاعدي للسوط مما يوحي بأنه وثيق الارتباط بالهيكل الخلوي.
من الأمثلة على الكائنات التي لديها منشأ حركة المثقبيات والليشمانيات.